# Тулузький трамвай
Тулузький трамвай (фр. Tramway de Toulouse) — трамвайна мережа французького міста Тулуза. Разом з численними автобусними маршрутами та метрополітеном створюють основу громадського транспорту міста.

## Історія
- Докладніше: Історичний трамвай Тулузи[fr]

Перші трамваї на кінній тязі з'явилися у місті в 1887 році, на початку ХХ століття мережа була електрифікована. Піку розвитку мережа досягла в 1909 році коли у місті працювало 14 трамвайних ліній, загальна довжина яких досягла 142 км. Після першої світової війни розвиток мережі майже припинився, відкривалися лише невеликі нові дільниці. Стрімке згортання мережі почалося наприкінці 1940-х років, трамвай як і в інших французьких містах не витримував конкуренції автобусу, що й призвело до повної ліквідації трамвайної мережі у липні 1957 року. 

## Сучасна мережа
Розробка проекту повернення трамваю на вулиці міста почалася в 2003 році, будівельні роботи на трасі майбутньої лінії розпочалися в 2007 році. Початкова дільниця мережі що сполучала місто Бланьяк з Тулузою, була офіційно відкрита 11 грудня 2010 року. Наприкінці грудня 2013 року лінія була продовжена до станції метро «Palais-de-Justice». У квітні 2015 року відкрилося відгалуження до міжнародного аеропорту, який став маршрутом Т2 . Станом на літо 2019 року загальна довжина мережі становить 16,7 км, та має 27 зупинок. Мережу обслуговують 28 зчленованих низькопідлогових трамваїв alstom citadis 302, 24 з яких курсують містом з моменту відкриття, а ще 4 були докуплені до відкриття другої лінії. 

### Маршрути
Обидва маршрути починаються у центрі Тулузи біля станції метрополітену «Palais-de-Justice». Далі трамваї спільною дільницею прямують на північний захід до зупинки «Ancely», після якої трамваї маршруту Т1 прямують до міста Бланьяк, а трамваї маршруту Т2 до міжнародного аеропорту.

## Галерея

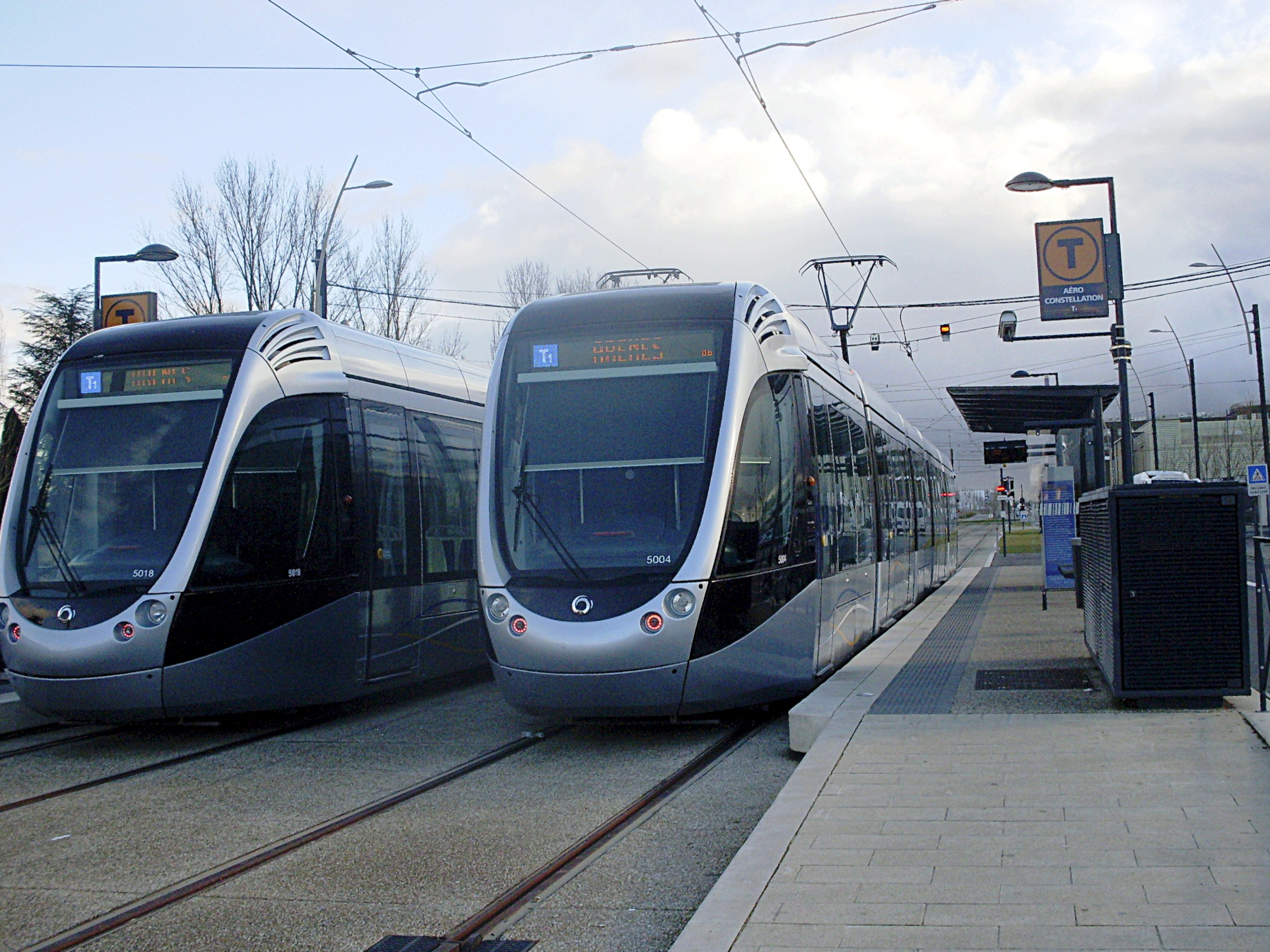
Трамвай на одній із зупинок
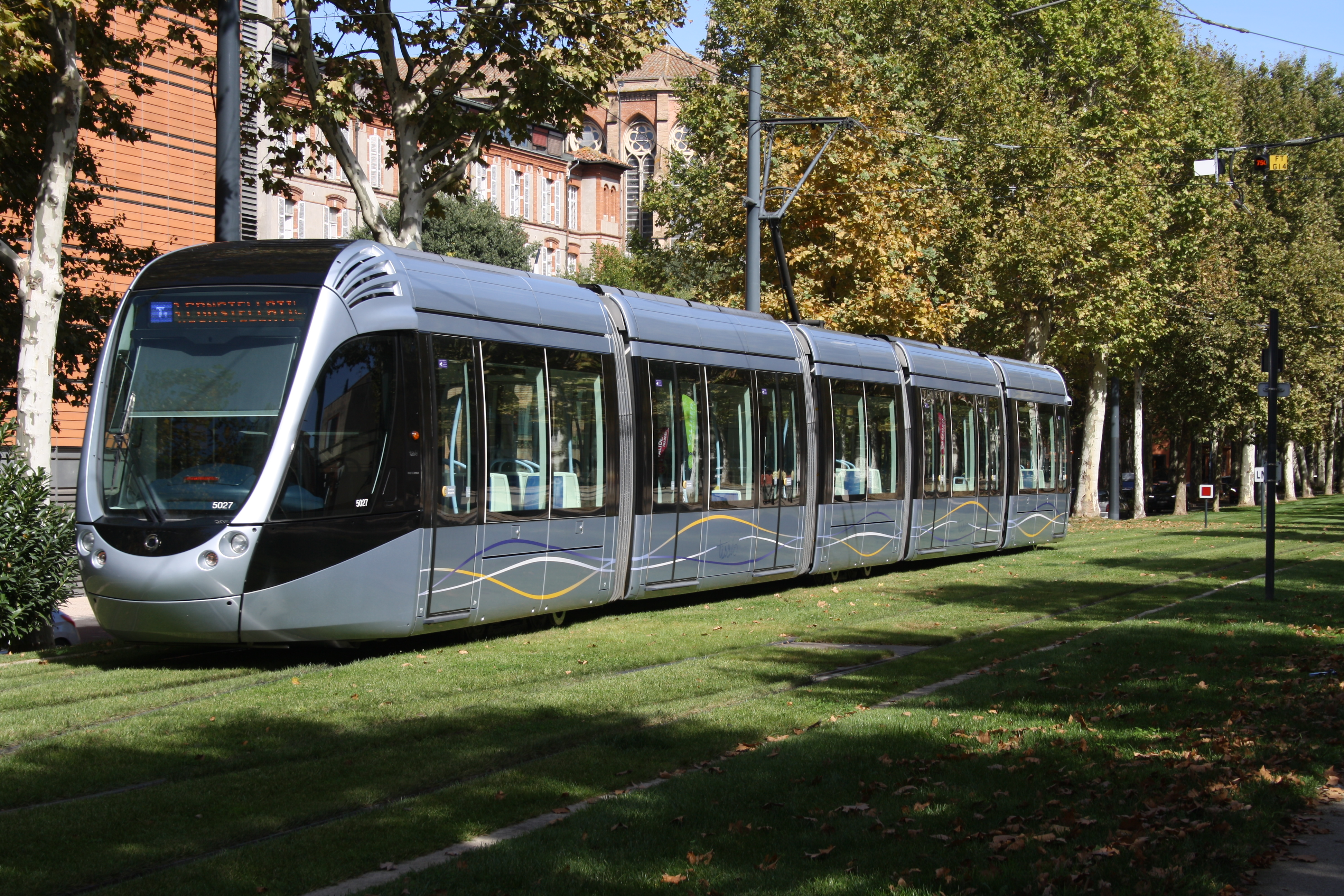
Трамвай на дільниці з трав'яним покриттям